# Picot garser àrtic
El picot àrtic (Picoides arcticus) és una espècie d'ocell de la família dels pícids (Picidae) de mitjana grandària.

## Morfologia
- Fa uns 23 cm de llargària, amb una envergadura de 50-55 cm.[2]
- Cap, dors i ales negres. La cua és negra amb les plomes exteriors blanques. Per sota és blanc des de la gola fins al ventre. Flancs blancs amb barres negres.
- Escàs dimorfisme sexual a excepció del front groc dels mascles.
- Tres dits als peus.

## Distribució i hàbitat
Habita als boscos de coníferes, des de l'est i centre d'Alaska, per Canadà fins a Terranova, i a les muntanyes occidentals dels Estats Units.